# Taras Kowalczuk
Taras Stepanowycz Kowalczuk, ukr. Тарас Степанович Ковальчук, ros. Тарас Степанович Ковальчук, Taras Stiepanowicz Kowalczuk (ur. 21 lutego 1973 we wsi Zarzecze, w obwodzie iwanofrankowskim) – ukraiński piłkarz, grający na pozycji pomocnika, a wcześniej napastnika.

## Kariera piłkarska

### Kariera klubowa
W 1990 rozpoczął karierę piłkarską w miejscowej drużynie Beskyd Nadwórna. W 1991 został piłkarzem Prykarpattia Iwano-Frankowsk, w którym występował przez 4 lata. Na początku 1995 wyjechał do Rosji, gdzie podpisał 2-letni kontrakt z Lokomotiwem Moskwa. Jednak przez doznaną kontuzję podczas jednego z treningów długo leczył się, a potem grał w drugiej drużynie Lokomotiwu oraz w Arsenale Tuła na zasadach wypożyczenia. W 1997 powrócił do rodzimego Prykarpattia Iwano-Frankowsk. Również występował w farm-klubach FK Tyśmienica, Czornohora Iwano-Frankowsk i Enerhetyk Bursztyn. Na początku 2003 przeszedł do Borysfena Boryspol, któremu pomógł awansować do Wyższej Lihi. Latem 2004 rozegrał jeden mecz w składzie Desny Czernihów, po czym powrócił do Borysfena. W rundzie wiosennej sezonu 2004/05 bronił barw Zorii Ługańsk. Latem 2005 wrócił do Iwano-Frankowska, gdzie potem występował w klubie Fakeł Iwano-Frankowsk do zakończenia swojej kariery piłkarską w 2007 roku.

## Nagrody i odznaczenia
- mistrz Pierwszej lihi Ukrainy: 1993
- wicemistrz Pierwszej lihi Ukrainy: 2003